# Jean-Jacques Moreau (mathématicien)
Pour les articles homonymes, voir Jean Jacques Moreau et Moreau.
Jean-Jacques Moreau (Blaye, 31 juillet 1923 - Montpellier, 9 janvier 2014) est un mécanicien et mathématicien français.

## Biographie
Jean-Jacques Moreau est docteur en mathématiques de l'université de Paris. Il a été chercheur au Centre national de la recherche scientifique (CNRS), puis professeur de modèles mathématiques à l'université de Poitiers et enfin professeur de mécanique à l'université Montpellier 2. Il était alors membre du Laboratoire de mécanique et génie civil, une unité mixte de l'université et du CNRS.
Les travaux principaux de Jean Jacques Moreau ont porté sur l'analyse convexe et la mécanique non régulière dont il peut être considéré comme l'un des pères fondateurs. Par ailleurs, il a aussi contribué à de nombreux autres domaines comme la mécanique des fluides. Il est l'inventeur en 1962 de l'hélicité qui est un invariant des écoulements de fluides idéaux.
Il a aussi fondé le groupe d'Analyse convexe de Montpellier dans les années 1970.
Jean-Jacques Moreau a reçu de nombreux prix, dont le grand prix Joannidès de l'Académie des sciences en 1986.

## Prix Jean-Jacques-Moreau
Un prix mathématique qui porte le nom de prix Jean-Jacques-Moreau est créé en 2019 par la SMF et la SMAI sous le patronage de l’Académie des sciences. Ce prix récompense des chercheuses ou chercheurs en mathématiques de la décision et de l'optimisation pour la qualité de leurs travaux.